# Luksemburg na Letnich Igrzyskach Olimpijskich 1912
Reprezentacja Luksemburga na V Letnich Igrzyskach Olimpijskich w Sztokholmie liczyła 21 sportowców, wyłącznie mężczyzn. Reprezentacja ta miała przedstawicieli w dwóch, spośród 16 rozgrywanych dyscyplin − gimnastyce i lekkoatletyce. Chorążym reprezentacji był Jean-Pierre Thommes, dla którego był to jedyny występ na igrzyskach. Najmłodszym reprezentantem kraju był 19-letni gimnastyk Maurice Palgen, a najstarszym 41-letni Michel Hemmerling, także gimnastyk. Luksemburczycy nie zdobyli na tych igrzyskach żadnych medali. Najlepszy wynik uzyskała drużyna gimnastyków w wieloboju drużynowym – wywalczyła czwarte miejsce.

## Tło startu
Narodowy Komitet Olimpijski Luksemburga powstał w 1912 roku i w tym samym roku został zatwierdzony przez Międzynarodowy Komitet Olimpijski.
Start reprezentacji Luksemburga na Letnich Igrzyskach Olimpijskich 1912 był jej pierwszym oficjalnym występem. W 1900 roku, podczas igrzysk w Paryżu, Michel Théato zdobył złoto w maratonie, lecz medal zaliczany jest do dorobku francuskiego.

## Statystyki według dyscyplin
Spośród szesnastu dyscyplin sportowych, które Międzynarodowy Komitet Olimpijski włączył do kalendarza igrzysk, reprezentacja Luksemburga wzięła udział w dwóch. Najliczniejszą reprezentację Narodowy Komitet Olimpijski tegoż kraju wystawił w gimnastyce, w której Luksemburg był reprezentowany przez dziewiętnastu zawodników.
| Lp | Sport         | Mężczyźni | Kobiety | Łącznie |
| -- | ------------- | --------- | ------- | ------- |
| 1  | Gimnastyka    | 19        | -       | 19      |
| 2  | Lekkoatletyka | 2         | -       | 2       |

## Gimnastyka
W gimnastyce Luksemburg reprezentowało 19 zawodników. Wszyscy zadebiutowali 10 lipca. Sześciu zawodników wystąpiło w trzech konkurencjach, dziesięciu zawodników – w dwóch, a trzech tylko w jednej konkurencji.
Pierwszą konkurencją gimnastyczną, w której brali udział reprezentanci Luksemburga był wielobój w systemie wolnym, rozgrywany 10 lipca. Był on, po wieloboju w systemie szwedzkim, drugą konkurencją gimnastyczną na tych igrzyskach. Każda z reprezentacji mogła wystawić skład liczący od 16 do 40 osób, co poskutkowało tym, że wszyscy gimnastycy z reprezentacji Luksemburga wzięli udział w zawodach. Konkurencję oceniało pięciu sędziów przyznając punkty od 0 do 25. Najwyższą notę Luksemburg otrzymał od sędziego duńskiego Clod-Hansena – 20 punktów, a najniższą od sędziego niemieckiego Wagnera Hohenlobbese – 12 punktów, czego skutkiem było wyprzedzenie w klasyfikacji przez ekipę niemiecką i spadek na ostatnie, piąte miejsce z wynikiem 16,30 punktów. Rywalizację wygrała ekipa norweska.
Następnego dnia, 11 lipca, rozegrano trzecią i ostatnią gimnastyczną konkurencję drużynową, tj. wielobój w systemie standardowym. Ekipa luksemburska licząca 16 osób rozpoczęła pokaz ćwiczeń jako pierwsza i zakończyła rywalizację ze średnią punktów 35,95. Po raz kolejny największą liczbę punktów ekipa otrzymała od sędziego duńskiego Clod-Hansena. Przyznał on notę 50,5 punktu na 58 możliwych. Najniższą notę przyznał sędzia brytyjski Syson – 22 punkty. Ostatecznie Luksemburg zajął czwarte miejsce na pięć możliwych. Konkurencję wygrała ekipa włoska.
12 lipca rozegrano ostatnią konkurencję w gimnastyce, czyli wielobój indywidualny. Każda z reprezentacji mogła wystawić maksymalnie sześciu zawodników. Na wielobój składały się ćwiczenia na drążku, poręczach, kółkach i koniu z łękami. Wśród Luksemburczyków biorących udział w tej konkurencji był mistrz świata w ćwiczeniach na poręczach z Antwerpii z 1903 roku, François Hentges. Najwyższą pozycję w ekipie wywalczył Antoine Wehrer. Zdobył on 117,25 punktu i uplasował się na 15. miejscu. Osiągnął także najlepsze w ekipie wyniki w ćwiczeniach na drążku (26,50 punktu – 18. miejsce) oraz na poręczach (33 punkty – 12. miejsce). W ćwiczeniach na kółkach najlepszym z Luksemburczyków okazał się Nicolas Kanivé, zdobywając 14. miejsce z dorobkiem 29,50 punktu. W klasyfikacji ogólnej uplasował się na 20. miejscu zdobywając 111,50 punktu. W ćwiczeniach na koniu z łękami najlepszym Luksemburczykiem okazał się Pierre Hentges, zdobywając 30,75 punktu i 13. miejsce w tej konkurencji. W klasyfikacji ogólnej uplasował się na 18. miejscu z dorobkiem 115,50 punktu. Pozostali zawodnicy zakończyli rywalizacje na następujących miejscach: Jean-Pierre Thommes na 22. miejscu (110,75 punktu), François Hentges na 23. (110,50 punktu), a Emile Lanners na 24. miejscu (109,75 punktu). Rywalizację wygrał Włoch, Alberto Braglia, który obronił tytuł wywalczony cztery lata wcześniej.
Występy indywidualne
| Konkurencja | Zawodnik            | Drążek | Drążek  | Poręcze | Poręcze | Kółka  | Kółka   | Koń z łękami | Koń z łękami | Klas. końcowa | Klas. końcowa |
| Konkurencja | Zawodnik            | Punkty | Miejsce | Punkty  | Miejsce | Punkty | Miejsce | Punkty       | Miejsce      | Punkty        | Miejsce       |
| ----------- | ------------------- | ------ | ------- | ------- | ------- | ------ | ------- | ------------ | ------------ | ------------- | ------------- |
| Wielobój    | Antoine Wehrer      | 26,50  | 18.     | 33,00   | 12.     | 28,75  | 16.     | 29,00        | 19.          | 117,25        | 15.           |
| Wielobój    | Pierre Hentges      | 26,00  | 22.     | 29,50   | 25.     | 29,25  | 15.     | 30,75        | 13.          | 115,50        | 18.           |
| Wielobój    | Nicolas Kanivé      | 22,25  | 36.     | 31,25   | 19.     | 29,50  | 14.     | 28,50        | 21.          | 111,50        | 20.           |
| Wielobój    | Jean-Pierre Thommes | 22,75  | 35.     | 32,00   | 16.     | 27,50  | 24.     | 28,50        | 21.          | 110,75        | 22.           |
| Wielobój    | François Hentges    | 20,75  | 38.     | 32,50   | 14.     | 27,00  | 25.     | 30,25        | 17.          | 110,50        | 23.           |
| Wielobój    | Emile Lanners       | 25,00  | 27.     | 29,00   | 28.     | 27,00  | 25.     | 28,25        | 20.          | 109,75        | 24.           |

Występy Drużynowe
| Konkurencja                      | Zawodnicy                                                                | Zawodnicy                                                                       | Zawodnicy                                                                            | Zawodnicy                                                   | Punkty | Miejsce |
| -------------------------------- | ------------------------------------------------------------------------ | ------------------------------------------------------------------------------- | ------------------------------------------------------------------------------------ | ----------------------------------------------------------- | ------ | ------- |
| Wielobój w systemie standardowym | Nicolas Adam Charles Behm André Bordang Michel Hemmerling                | François Hentges Pierre Hentges Jean-Baptiste Horn Nicolas Kanivé               | Nicolas Kummer Marcel Langsam Emile Lanners Jean-Pierre Thommes                      | François Wagner Antoine Wehrer Ferdinand Wirtz Joseph Zuang | 35,95  | 4.      |
| Wielobój w systemie wolnym       | Nicolas Adam Charles Behm André Bordang Michel Hemmerling Maurice Palgen | François Hentges Pierre Hentges Jean-Baptiste Horn Nicolas Kanivé Émile Knepper | Nicolas Kummer Marcel Langsam Emile Lanners Jean-Pierre Thommes Jean-Pierre Frantzen | François Wagner Antoine Wehrer Ferdinand Wirtz Joseph Zuang | 16,30  | 5.      |

## Lekkoatletyka
W konkurencjach lekkoatletycznych startowało dwóch luksemburskich zawodników. Jeden z nich startował w dwóch konkurencjach.
10 lipca, jako pierwszy z reprezentantów Luksemburga, wystartował Marcel Pelletier. W konkurencji pchnięcia kulą startował w grupie eliminacyjnej B. Uzyskał tam piąty wynik równy 11,04 m. W klasyfikacji ogólnej zajął 17. miejsce. Zawody wygrał Amerykanin Patrick McDonald.
Dwa dni później, 12 lipca, Pelletier wystartował w swojej drugiej konkurencji – w rzucie dyskiem. Startował w grupie eliminacyjnej D, gdzie zajął z wynikiem 33,73 m ostatnie, szóste miejsce. W klasyfikacji ogólnej zajął 31. miejsce. Najlepszy w tej konkurencji był Fin, Armas Taipale.
Tego samego dnia wystartował drugi z Luksemburczyków, Paul Fournelle. Startował on w grupie eliminacyjnej B skoku w dal, gdzie nie zaliczył żadnej z trzech prób i zajął ostatnie miejsce zarówno w swojej grupie, jak i w zestawieniu końcowym wszystkich zawodników. Konkurencję wygrał Amerykanin Albert Gutterson.
| Konkurencja    | Zawodnik         | Eliminacje | Eliminacje | Eliminacje | Finał   | Finał    | Finał     | Klas. końcowa |
| Konkurencja    | Zawodnik         | Próba I    | Próba II   | Próba III  | Próba I | Próba II | Próba III | Klas. końcowa |
| -------------- | ---------------- | ---------- | ---------- | ---------- | ------- | -------- | --------- | ------------- |
| Skok w dal     | Paul Fournelle   | X          | X          | X          | NQ      | NQ       | NQ        | 30.           |
| Pchnięcie kulą | Marcel Pelletier | 10,68      | 11,04      | X          | NQ      | NQ       | NQ        | 17.           |
| Rzut dyskiem   | Marcel Pelletier | 33,73      | X          | X          | NQ      | NQ       | NQ        | 31.           |